# Albert John Andrée Wiltens
Albert John (Bud) Andrée Wiltens (Semarang, 23 september 1914 - Den Haag, 30 juli 1990) was een Nederlands verzetsstrijder tijdens de Tweede Wereldoorlog.
Andrée Wiltens was als Utrechts student betrokken bij het verzet (Raad van Negen). Later werd hij advocaat te Den Haag. Hij is de peetvader van prinses Margriet. Na de oorlog werd hij door de Amerikaanse regering onderscheiden met de Medal of Freedom with Bronze Palm te Den Haag op 8 april 1953.

## Externe bron
- Onderscheidingensite
- Verzet aan de Rijksuniversiteit Utrecht